# Thomas Luke Msusa
Thomas Luke Msusa (Iba, 2 febbraio 1962) è un arcivescovo cattolico malawiano, dal 21 novembre 2013 arcivescovo metropolita di Blantyre.

## Biografia
Thomas Luke Msusa è nato nel villaggio di Iba il 2 febbraio 1962 ed era figlio dell'imam locale.

### Formazione e ministero sacerdotale
All'età di sette anni ha lasciato il suo villaggio per studiare. Si è poi convertito alla Chiesa cattolica e all'età di dodici anni è stato battezzato. La sua famiglia si è fortemente opposta a questa scelta. Al suo ritorno, è stato respinto dai parenti tranne che da uno zio, anch'egli convertitosi al cattolicesimo.
Ha studiato nel seminario minore di Zomba e ha seguito gli studi di filosofia nel seminario inter-congregazionale di Balaka. Nel 1990 è stato ammesso nel noviziato della Compagnia di Maria a Kampala. Ha poi studiato teologia all'Hekim Jesuit College in Kenya. Ha poi conseguito un master in teologia pastorale all'Università Cattolica dell'Africa Orientale di Nairobi. Ha seguito anche corsi di spiritualità monfortana nelle Filippine, in Italia e in Francia.
Il 3 agosto 1996 è stato ordinato presbitero. In seguito è stato vicario parrocchiale a Mphiri dal 1996 al 1997; vice-maestro dei novizi in Uganda dal 1997 al 2000; superiore dello scolasticato teologico monfortano del Kenya dal 2000 al 2002 e superiore regionale della delegazione africana monfortana di Kenya, Malawi, Repubblica Democratica del Congo e Uganda dal 2002.

### Ministero episcopale
Il 19 dicembre 2003 papa Giovanni Paolo II lo ha nominato vescovo di Zomba. Ha ricevuto l'ordinazione episcopale il 7 maggio successivo dall'arcivescovo Orlando Antonini, nunzio apostolico in Zambia e Malawi, co-consacranti l'arcivescovo metropolita di Blantyre Tarcisius Gervazio Ziyaye e il vescovo emerito di Zomba Allan Chamgwera.
Dopo l'ordinazione all'episcopato, suo padre gli ha chiesto di entrare nella Chiesa cattolica e monsignor Msusa lo ha battezzato nel 2006 al termine del percorso di iniziazione.
Nel settembre del 2006 ha compiuto la visita ad limina
Il 21 novembre 2013 papa Francesco lo ha nominato arcivescovo metropolita di Blantyre. Ha preso possesso dell'arcidiocesi l'8 febbraio successivo.
Nel novembre del 2014 ha compiuto la visita ad limina.
Dal 30 maggio 2015 al 5 febbraio 2022 è presidente della Conferenza episcopale del Malawi, dal 2015 è anche vicepresidente dell'Associazione dei membri delle conferenze episcopali dell'Africa orientale.
Ha partecipato alla XIV assemblea generale ordinaria del Sinodo dei vescovi che ha avuto luogo nella Città del Vaticano dal 4 al 25 ottobre 2015 sul tema "La vocazione e la missione della famiglia nella Chiesa e nel mondo contemporaneo".

## Genealogia episcopale
La genealogia episcopale è:
- Cardinale Scipione Rebiba
- Cardinale Giulio Antonio Santorio
- Cardinale Girolamo Bernerio, O.P.
- Arcivescovo Galeazzo Sanvitale
- Cardinale Ludovico Ludovisi
- Cardinale Luigi Caetani
- Cardinale Ulderico Carpegna
- Cardinale Paluzzo Paluzzi Altieri degli Albertoni
- Papa Benedetto XIII
- Papa Benedetto XIV
- Papa Clemente XIII
- Cardinale Marcantonio Colonna
- Cardinale Giacinto Sigismondo Gerdil, B.
- Cardinale Giulio Maria della Somaglia
- Cardinale Carlo Odescalchi, S.I.
- Vescovo Eugène de Mazenod, O.M.I.
- Cardinale Joseph Hippolyte Guibert, O.M.I.
- Cardinale François-Marie-Benjamin Richard de la Vergne
- Cardinale Pietro Gasparri
- Cardinale Clemente Micara
- Cardinale Antonio Samorè
- Cardinale Angelo Sodano
- Arcivescovo Orlando Antonini
- Arcivescovo Thomas Luke Msusa, S.M.M.

La successione apostolica è:
- Vescovo Peter Adrian Chifukwa (2021)